# (464538) 2016 CH23
(464538) 2016 CH23 es un asteroide perteneciente al cinturón de asteroides, descubierto el 2 de marzo de 2005 por el equipo Spacewatch desde el Observatorio Nacional de Kitt Peak (Arizona, Estados Unidos).